# 青山音楽賞
青山音楽賞（あおやまおんがくしょう）は、青山政次が設立した青山音楽財団によって主催されている音楽賞。1991年から開催されている。

## 選出方法
毎年1月から12月に青山音楽記念館バロックザールで開催される公演の出演者の中から選考し、個人または団体へ賞が授与される。

## 各賞

### 新人賞
- 2名以内。
- 賞金100万円・音楽研修費200万円・研修成果披露演奏会開催費用50万円。
- 公演当日26歳（声楽部門は29歳）未満で、さらなる活躍が期待される個人に贈られる。
- 多くの受賞者が音楽研修費を活用して海外に留学。（ウィーン国立音楽大学・ベルリン芸術大学・ミュンヘン音楽・演劇大学など）

### 青山賞
- 2名以内。
- 賞金150万円・受賞記念演奏会開催費用50万円。
- 公演当日26歳（声楽部門は29歳）以上で、さらなる活躍が期待される個人に贈られる。

### バロックザール賞
- 2組以内
- 賞金200万円・受賞記念演奏会開催費用50万円。
- さらなる活躍が期待される演奏団体に贈られる。

## 歴代受賞者
※2004年度（第14回）までは新人賞、青山賞の区別がなく、「青山音楽賞」として贈賞していた。また2005年度（第15回）〜2014年度（第24回）まで、青山賞を「音楽賞」として贈賞していた。

※バロックザール賞を「団体」に贈賞していない年がある。
| 回 | 年度     | 青山音楽賞                                                                            | バロックザール賞 | 備考                                                       |
| -- | -------- | ------------------------------------------------------------------------------------- | --- | ---------------------------------------------------------- |
| 1  | 1991年度 | 富久田治彦（フルート） 日紫喜恵美（ソプラノ） 北村敏則（テノール） 椋木裕子（ピアノ） | |                                                            |
| 2  | 1992年度 | 大谷正和（ピアノ） 浅井順子（ソプラノ）                                               | | 特別賞として中村功（パーカッション）が選出。               |
| 3  | 1993年度 | 通崎睦美（マリンバ） 菅英三子（ソプラノ） 中川佳代子（箏）                            | |                                                            |
| 4  | 1994年度 | 雨田一孝（チェロ） 雨田万由美（ピアノ） 高橋宏明（チェロ） 大井浩明（ピアノ）         | |                                                            |
| 5  | 1995年度 | 石橋幸子（ヴァイオリン） 白川深雪（ソプラノ） 藤井敬吾（ギター）                      | |                                                            |
| 6  | 1996年度 | 西邑由記子（作曲） 笠置雅子（ソプラノ） 幸田聡子（ヴァイオリン）                      | クァルテット・エクセルシオ （西野ゆか・遠藤香奈子・吉田有紀子・大友肇） 十河陽一（作曲） ジパングコンソート （安藤慎吾・納多正明・岡本雄一・橋本俊詔・山本佳人・灘井誠）                       | この年のみ、バロックザール賞を「奨励賞」という名称で贈賞。 |
| ７ | 1997年度 | 髙木和弘（ヴァイオリン） 日下紗矢子（ヴァイオリン） 佐份利恭子（ヴァイオリン）        | 谷千鶴（ピアノ） 和谷泰扶（ハーモニカ） |                                                            |
| 8  | 1998年度 | 加野景子（ヴァイオリン） 合田昌子（ソプラノ） 内田奈織（ハープ）                      | フェロー・サクソフォーン・カルテット （林田和之・中川雅喜・原博巳・西尾貴浩） 木下亜子・吉田秀晃（ピアノデュオ） 山本由美子&ブルース・フォークト（ヴィオラ・ピアノデュオ）                     | 加野景子の旧姓は「田中」                                   |
| 9  | 1999年度 | 青柳晋（ピアノ） 林裕（チェロ） 鈴木貴彦（ピアノ）                                    | 鷲山かおり（ヴァイオリン） 西村美香・林佳勲（フルート・ピアノデュオ） |                                                            |
| 10 | 2000年度 | 倉田優（フルート） 三村哲子（ピアノ） 三橋桜子（チェンバロ）                          | 田村安祐美・田村安紗美（ヴァイオリンデュオ） 伊藤朱美子・伊藤多美子・山本毅（マリンバアンサンブル）                                                                                            |                                                            |
| 11 | 2001年度 | 村越知子（ピアノ） 土居知子（ピアノ） 林田明子（ソプラノ）                            | ザ・タロー・シンガーズ（アカペラ混声合唱） アウガーテン・トリオ（藤森彩&ミッコ・スシタイヴァル&アナ・フラヴィア・フラザオン） きょうと弦楽四重奏団（西広和子・朝山玲子・中尾早百合・池村佳子） |                                                            |
| 12 | 2002年度 | 河江優（ピアノ） 吉信博（クラリネット） 高田剛志（チェロ）                            | サンデル・スマランデスク＆多川響子（コントラバス・ピアノデュオ） トーマス・E・バウアー＆ウタ・ヒールシャー（バリトン・ピアノデュオ）                                                           |                                                            |
| 13 | 2003年度 | 渡邊玲奈（フルート） 小玉晃（バリトン） 木村綾子（ピアノ）                            | ROSCO（大須賀かおり・甲斐史子） 岡田加津子（作曲） |                                                            |
| 14 | 2004年度 | 上田仁（トランペット） 谷村由美子（ソプラノ） 池上英樹（打楽器）                      | 京都室内オーケストラ 上野真（ピアノ） |                                                            |

| 回 | 年度     | 新人賞                                                                          | 音楽賞                                                | バロックザール賞 | 備考                             |
| -- | -------- | ------------------------------------------------------------------------------- | ----------------------------------------------------- | --- | -------------------------------- |
| 15 | 2005年度 | 守屋剛志（ヴァイオリン） 関本昌平（ピアノ） 森季子（メゾソプラノ）              | 佐野えり子（ピアノ） 荻原尚子（ヴァイオリン）         | 田辺良子（ヴァイオリン） 石川利光（尺八） |                                  |
| 16 | 2006年度 | 近野賢一（バリトン） 菊本和昭（トランペット）                                   | イリーナ・メジューエワ（ピアノ）                      | 藤井隆史・白水芳枝（ピアノデュオ） 坂井千春（ピアノ） 瀬﨑明日香・日下知奈（ヴァイオリン・ピアノデュオ）                                                                                     |                                  |
| 17 | 2007年度 | 大岡仁（ヴァイオリン） 辻本玲（チェロ） 内田佳宏（チェロ）                      | 平野一郎（作曲） 佐野まり子（ピアノ）                 | フジタ・ピアノトリオ（藤田ありさ・藤田ほのか・藤田めぐみ） |                                  |
| 18 | 2008年度 | 安田直己（打楽器） 五島真澄（バリトン）                                         | 井上隆平（ヴァイオリン） 高田匡隆（ピアノ）           | Trio Rintonare（田村安紗美・河野泰幸・塩見亮） テオフィルストリオ（アルバート・ロト&マーク・ゴトーニ&水谷川優子） 福田清美（テノール）                                                       |                                  |
| 19 | 2009年度 | 久末航（ピアノ） 堀江牧生（チェロ）                                             | 小沢麻由子（ピアノ） 山口博明（ピアノ）               | 名倉誠人（マリンバ） クァルテット・アルモニコ（菅谷早葉・生田絵美・阪本奈津子・富田牧子） 尾池亜美・内田佳宏デュオ（尾池亜美・内田佳宏）                                                     |                                  |
| 20 | 2010年度 | 澤亜樹（ヴァイオリン） 川原慎太郎（ピアノ）                                     | ジャン・ダシュン（コントラバス） 松岡万希（ソプラノ） | 上法奏（ピアノ） ウェールズ弦楽四重奏団（崎谷直人・三原久遠・原裕子・富岡廉太郎） 依田真宣・内田佳宏・入川舜（ピアノトリオ）                                                                 |                                  |
| 21 | 2011年度 | 上敷領藍子（ヴァイオリン） 寄田真見乃（尺八）                                   | 初田章子（フルート） フロラン・シャレール（オーボエ） | | バロックザール賞の受賞者はなし。 |
| 22 | 2012年度 | 牧野葵美（ヴィオラ） 福井麻衣（ハープ） 中田麦（マリンバ） 深見まどか（ピアノ） |                                                       | 玉木優・清水真弓（トロンボーンデュオ） 川口晃祐・川口智輝（ピアノデュオ） ヴォーカルアンサンブルKyoto （稲森慈恵・黒田恵美・小林久美子・福嶋あかね・二塚直紀・竹内直紀・津國直樹・萩原寛明） | 音楽賞の受賞者はなし。           |
| 23 | 2013年度 | 清永あや（ヴァイオリン） 崎谷明弘（ピアノ）                                     | 西谷牧人（チェロ） 窪田健志（打楽器）                 | 吉岡孝悦（作曲・マリンバ） Duo bel Sogno（中村公俊・中村仁美） |                                  |
| 24 | 2014年度 | 村松稔之（カウンターテナー） 東紗衣（クラリネット）                             | 萬谷衣里（ピアノ） 山本康寛（テノール）               | クァルテット・ベルリン・トウキョウ（守屋剛志&モティ・パヴロフ&杉田恵理&松本瑠衣子） Duo YUMENO 夢乃（木村伶香能・玉木光） 清木ナツキ（フルート）                                             |                                  |

| 回 | 年度     | 新人賞                                                                                          | 青山賞                                                            | バロックザール賞 | 備考                   |
| -- | -------- | ----------------------------------------------------------------------------------------------- | ----------------------------------------------------------------- | --- | ---------------------- |
| 25 | 2015年度 | 毛利文香（ヴァイオリン） 上野星矢（フルート） 周防亮介（ヴァイオリン） 山根一仁（ヴァイオリン） | 辻本玲（チェロ） 藤木大地（カウンターテナー）                     | ヴェセリン・パラシュケヴォフ&村越知子（ヴァイオリン・ピアノデュオ）                                                                                                  |                        |
| 26 | 2016年度 | 弓新（ヴァイオリン） 上野通明（チェロ）                                                         | コハーン・イシュトヴァーン（クラリネット） 黒川侑（ヴァイオリン） | ウインドクインテット・ソノリテ（上野博昭・須貝絵里・吉田悠人・村中宏・三村総撤） アルクトリオ（依田真宣・山本直輝・小澤佳永）                                        |                        |
| 27 | 2017年度 | 黒岩航紀（ピアノ） 森田啓佑（チェロ）                                                           | 本條秀慈郎（三味線） アレクセイ・グリニューク（ピアノ）           | アンサンブル・レ・フィギュール（榎田摩耶&石橋輝樹&原澄子&會田賢寿&ポール=アントワーヌ・ベノス・ディアン） テディ・パパヴラミ＆岡田真季（ヴァイオリン・ピアノデュオ） |                        |
| 28 | 2018年度 | 松岡井菜（ヴァイオリン） 小林壱成（ヴァイオリン）                                               | ファルカシュ・ガーボル（ピアノ） サーシャ・ボルダチョフ（ハープ） | 葵トリオ（小川響子・伊東 裕・秋元孝介） 弓新&ナタナエル・グーアン（ヴァイオリン・ピアノデュオ）                                                                      |                        |
| 29 | 2019年度 | 今岡秀輝（ヴァイオリン） 佐山裕樹（チェロ）                                                     | 豊嶋泰嗣（ヴァイオリン） 石上真由子（ヴァイオリン）               | 小島燎・久末航（ヴァイオリン・ピアノデュオ） Yugen Trio（西川 鞠子&ファン・マリア・ラゾ・ヤラス&山本弥香）                                                           |                        |
| 30 | 2020年度 |                                                                                                 |                                                                   | | 受賞者なし。           |
| 31 | 2021年度 | 荒井優利奈（ヴァイオリン） 水野優也（チェロ）                                                   | 山本由美子（ヴィオラ）                                            | 中村太地・辻本玲・佐藤卓史（ヴァイオリン・チェロ・ピアノトリオ） くぼった打楽器四重奏団（窪田健志・相川瞳・上原なな江・秋田孝訓）                                    |                        |
| 32 | 2022年度 | 山根風仁（ヒストリカル・チェロ） 若尾圭良（ヴァイオリン）                                       | 酒井健治（作曲） 入川舜（ピアノ）                                 | 長山恵理子&ミハーイ・ベレッツ（ヴァイオリン・ピアノデュオ） |                        |
| 33 | 2023年度 | 太田糸音（ピアノ） 戸澤采紀（ヴァイオリン）                                                     |                                                                   | ディルク・アルトマン&岡本麻子（クラリネット・ピアノデュオ） TRIO VENTUS                                                                                              | 青山賞の受賞者はなし。 |
| 34 | 2024年度 | 井上玲（リコーダー） 清水伶（フルート）                                                         | 久末航（ピアノ） 中嶋俊晴（カウンターテナー）                     | AkaDuo（松岡井菜・木口雄人） |                        |